# 전남대학교 사범대학 부설중학교
전남대학교 사범대학 부설중학교(全南大學校 師範大學 附設中學校)는 대한민국 광주광역시 북구 용봉동에 있는 국립 중학교이다. 

## 학교 연혁
- 1975년 11월 5일 : 전남대학교 사범대학 부속중학교로 설립인가
- 1976년 3월 1일 : 초대 정정섭 교장 취임
- 1976년 3월 8일 : 개교 및 입학식(357명)
- 1978년 4월 29일 : 전남대학교 구내 신축 교사로 이전
- 2001년 3월 2일 : 전남대학교 사범대학 부설중학교로 교명 변경
- 2023년 9월 1일 : 제16대 윤남용 교장 취임
- 2024년 1월 9일 : 제46회 졸업식(졸업생 93명, 총 졸업생 13,657명)
- 2024년 3월 4일 : 제49회 입학식(88명)
- 2024년 3월 4일 : 2024학년도 17학급(특수학급2) 운영

## 참고 자료
- 전남대학교 사범대학 부설중학교 - 한국교육학술정보원 학교알리미